# Ивердон-Спорт
«Ивердон-Спорт» (фр. Yverdon-Sport) — швейцарский футбольный клуб, расположенный в городе Ивердон-ле-Бен. Клуб был основан в 1948 году и большую часть своей истории играл в низших дивизионах Швейцарии, один сезон сыграл в высшем дивизионе Швейцарии — в сезоне 2005/06 занял последнее, 10-е место. Выступает в Челлендж-лиге.

## Известные игроки
Марацци, Давид — выступал в 2017—2018 годах.

## Достижения
- финалист Кубка Швейцарии: 2001